# Vadstena (commune)
La commune de Vadstena est une commune suédoise du comté d'Östergötland. 7 561 personnes y vivent. Son siège se situe à Vadstena.

## Localités
- Borghamn
- Vadstena

## Personnalités
- Verner Åkerman (1854-1903) sculpteur et dessinateur, né à Väversunda dans la commune de Vadstena.